# Manfredo Fanti
Pour les articles homonymes, voir Fanti.
Manfredo Fanti (né le 23 février 1806 à Carpi (Émilie-Romagne), mort le 5 avril 1865 à Florence) est un homme politique et un général italien.

## Biographie

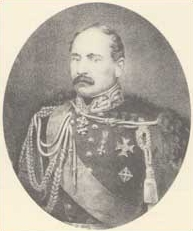
Manfredo Fanti

En 1831, Fanti est impliqué dans le mouvement révolutionnaire organisé par Ciro Menotti. Condamné à mort, il est exécuté symboliquement alors qu'il a pu s'échapper en France. En 1833, il prend part avec Giuseppe Mazzini à la tentative avortée d'envahir la Savoie, et en 1835 il se rend en Espagne pour servir dans l'armée de la reine Christine contre les Carlistes. Il y reste pendant treize ans, se distinguant au cours des combats.
Le déclenchement de la guerre entre le Piémont et l'Autriche en 1848 provoque son retour en Italie. Sa proposition de services est tout d'abord refusées par le gouvernement piémontais que par le gouvernement provisoire lombard qui finissent par lui confier le commandement d'une brigade. Dans la confusion générale qui suit la défaite du roi Charles-Albert de Sardaigne sur le Mincio et sa retraite à Milan, où le peuple s'opposait au roi défait, Fanti avec courage et tact remédie à cette situation. Il a été élu membre de la chambre piémontaise en 1849. Lors de la reprise des combats, il commande de nouveau une brigade lombarde sous les ordres du général Ramorino.
Après la défaite piémontaise à Novare (23 mars 1849) et la paix signée, une révolte éclate à Gênes. Fanti avec beaucoup de difficulté empêche les Lombards d'y prendre part. Soupçonné d'être un mercenaire mazzinien par les officiers piémontais toujours plus nombreux dans les organes dirigeants, il est menacé de passer en cour martiale ainsi que son supérieur Gerolamo Ramorino qui est jugé et fusillé le 22 mai 1849. Bien qu'acquitté, il n'est plus employé jusqu'à la guerre de Crimée de 1855 à laquelle le royaume de Sardaigne participe.
Lors de la deuxième guerre d'indépendance italienne, en 1859, Fanti commande la deuxième division, et contribue aux victoires de Palestro, Magenta et San Martino. Après la paix de Villafranca, il est envoyé à Bologne afin d'organiser l'armée de la Ligue centrale italienne (composée des gouvernements provisoire de la Toscane, Modène, Parme et de la Romagne), que Giuseppe Garibaldi a constitué. Elle comprend un corps de 45 000 hommes, prêt à envahir les états pontificaux dès la manifestation du moindre soulèvement populaire.
Il est pris en otage entre Garibaldi qui souhaite envahir les états pontificaux risquant de provoquer une intervention autrichienne et ses instructions qui le contraignent à résister à une telle opération. Le roi obtient la démission de Garibaldi. En janvier 1860 Fanti est nommé par Cavour ministre de la guerre et de la mer et incorpore les ligues dans l'armée du Piémont.
Dans l'intervalle, l'expédition des Mille commandée par Garibaldi se déroule sans encombre et lorsqu'il atteint Naples, le roi Victor-Emmanuel décide d'intervenir. Fanti reçoit le commandement en chef de l'armée piémontaise qui envahit les états pontificaux. Il prend Ancône ainsi que d'autres villes, et bat l'armée pontificale à Castelfidardo, où le commandant ennemi, le général Christophe Louis Léon Juchault de Lamoricière est capturé. En trois semaines, Fanti a conquis les Marches et l'Ombrie et fait 28 000 prisonniers. Lorsque l'armée entre en territoire napolitain, le roi prend le commandement du corps expéditionnaire et Fanti devient général en chef des armées.
Après le fait d'armes napolitain à Mola et l'organisation des opérations de siège autour de Gaete, Fanti retourne au ministère de la guerre à Turin pour mener à bien des réformes importantes au sein de l'armée. Son opposition à l'admission de Garibaldi et de ses 7 000 officiers dans l'armée régulière avec leurs propres grades, le rend impopulaire et provoque une réprimande par Cavour. À la mort de ce dernier (7 juin 1861), Fanti démissionne du ministère et prend le commandement du VIIe corps d'armée.
Son état de santé se dégradant, au bout de quatre ans de souffrances, il décède à Florence en 1865.

## Distinctions

### Distinctions de la Savoie
- Chevalier grand-croix de l'ordre des Saints-Maurice-et-Lazare - Turin, 4 octobre 1860
- Chevalier grand-croix de l'ordre militaire de Savoie - Turin, 4 octobre 1860[2]
- Grand officier de l'ordre militaire de Savoie - 16 janvier 1860[3]
- Commandeur de l'ordre militaire de Savoie - 12 juin 1856[3]
- Médaille d'or de la valeur militaire - Pour s'être distingué dans l'attaque et la prise de Mola di Gaeta, le 4 novembre 1860 - 1er juin 1861[4]
- Médaille piémontaise de la guerre de Crimée (Royaume-Uni)
- Médaille commémorant les campagnes des guerres d'indépendance (4 barrettes)

### Distinctions étrangères
- Chevalier de l'ordre de Saint-Ferdinand (royaume d'Espagne) - Madrid, 15 juillet 1837
- Commandeur de l'ordre d'Isabelle la Catholique (royaume d'Espagne) - Madrid, mai 1848
- Chevalier de première classe de l'ordre du Medjidié (Empire ottoman) - Constantinople, 6 janvier 1860
- Grand officier de l'ordre national de la Légion d'honneur (France) - Paris, 12 janvier 1860
- Officier de l'ordre de Léopold (Belgique)
- Médaille britannique de la guerre de Crimée (Royaume-Uni)
- Médaille française commémorant la deuxième guerre d'indépendance italienne (France)